# Alphonse Grollier
Pour les articles homonymes, voir Grollier.
Alphonse Grollier est un homme politique français né le 25 mars 1807 à Mauzé-sur-le-Mignon (Deux-Sèvres) et décédé le 6 juillet 1885 à Alençon (Orne).

## Biographie
Industriel toilier, il est maire d'Alençon de 1848 à 1850 et de 1861 à 1868. Il est président du tribunal de commerce, administrateur des hospices et conseiller général du canton de Bazoches. Il est député, indépendant, de l'Orne de 1869 à 1870, et est l'un des signataires de l'adresse des 116. Il est député de l'Orne de 1871 à 1885. Inscrit à la réunion Feray, il siège au centre-gauche. Il fut l'un des 363 qui refusent la confiance au gouvernement de Broglie, le 16 mai 1877.

## Sources
- « Alphonse Grollier », dans Adolphe Robert et Gaston Cougny, Dictionnaire des parlementaires français, Edgar Bourloton, 1889-1891 [détail de l’édition]